# Gerhart Lohse
Gerhart Lohse (* 15. August 1914 in Bremerhaven; † 10. September 2001 Aachen) war ein deutscher Bibliothekar und Germanist.

## Leben
Nach der Reifeprüfung 1933 in Eutin studierte er an den Universitäten Marburg und Bonn Germanistik, Geschichte und Geographie und promovierte 1939 an der Universität Bonn. Seit 1933 war er Mitglied der Burschenschaft Alemannia Marburg. Nach Kriegsdienst und Gefangenschaft (1939–1948) trat er 1951 als Bibliotheksreferendar an der Universitäts- und Stadtbibliothek Köln in die Ausbildung für den höheren Bibliotheksdienst ein und legte 1953 am Bibliothekar-Lehrinstitut des Landes Nordrhein-Westfalen die Fachprüfung ab. Ab 1953 war er stellvertretender Leiter der Hochschulbibliothek der TH Aachen und von 1959 bis 1979 deren Direktor. Außerdem war er ab 1957 als Lehrbeauftragter für Deutsche Literatur in der Fakultät für Allgemeine Wissenschaften. Von 1967 an arbeitete er als Honorarprofessor für Ältere Germanistik in der Philosophischen Fakultät der TH Aachen. 
Lohses schriftstellerischer Nachlass befindet sich in der Universitätsbibliothek der RWTH Aachen, ein weiterer Teilnachlass im Bundesarchiv (Deutschland).
Der Bibliothekar und langjährige Direktor der Universitätsbibliothek Bonn, Hartwig Lohse, war ein Bruder von Gerhart Lohse.

## Schriften (Auswahl)
- Grundsätzliches zur Bildung, Bibliographie und Katalogisierung altnordischer Buchtitel. Köln 1954.
- Josef Ponten (1883–1940). In: Rheinische Lebensbilder, Bd. 2 (1966), S. 275–287.
- Das Bibliothekswesen an den Universitäten und an der Technischen Hochschule des Landes Nordrhein-Westfalen. Bestandsaufnahme und Vorschläge zur Neuordnung; Gutachten erstellt im Auftrag des Kultusministers des Landes Nordrhein-Westfalen. Wuppertal 1970.
- Die Universitätsbibliotheken und das Problem der akademischen Freiheit. In: Zeitschrift für Bibliothekswesen und Bibliographie, Bd. 20 (1973), S. 1–13.
- Bibliothekar, Bibliokrat, Bibliokratie. Änderungen in einer sich wandelnden Berufswelt. In: Otfried Weber (Hrsg.): Bibliothek und Buch in Geschichte und Gegenwart. Festgabe für Friedrich Adolf Schmidt-Künsemüller zum 65. Geburtstag am 30. Dez. 1975. Verlag Dokumentation, München 1976, S. 134–150, ISBN 3-7940-3311-6.
- Kooperation oder Integration? Die Bibliotheksreform an den Hochschulen der Bundesrepublik Deutschland 1953–1975. In: Wissenschaftsrecht, Wissenschaftverwaltung, Wissenschaftsförderung, Bd. 9 (1976), S. 122–141.
- Mitteilungen aus dem Lande der Lotofagen. Zum Verhältnis von Antike und Deutscher Nachkriegsliteratur; Teil II: Der "König Ödipus" des Sophokles und die Deutsche Vergangenheitsbewältigung nach 1945. In: Hephaistos, Bd. 5/6 (1983/84), S. 164–226.
- Über das wissenschaftliche Engagement der deutschen Bibliothekare seit 1900. Wege und Ansätze zu einer Bestandsaufnahme. In: Zeitschrift für Bibliothekswesen und Bibliographie, Bd. 31 (1984), S. 473–488.
- Von vnnutze buchern. Zum ersten Kapitel von Sebastian Brants Narrenschiff. In: Hans Limburg (Hrsg.): Ars impressoria. Entstehung und Entwicklung des Buchdrucks ; eine internationale Festgabe für Severin Corsten zum 65. Geburtstag. Saur, München 1986, S. 215–230, ISBN 3-598-10587-8.
- Die Bibliotheksdirektoren der ehemals preußischen Universitäten und technischen Hochschulen 1900–1985. Mit einem Exkurs: Die Direktoren der Preußischen Staatsbibliothek 1900–1945. Köln 1988, ISBN 3-412-01888-0.
- "Einführung in das Studium Goethes". Edward Schröders Göttinger Vorlesung [Wintersemester 1904/05]. In: Bernhard Adams (Hrsg.): Aratro corona messoria. Beiträge zur europäischen Wissensüberlieferung; Festgabe für Günther Pflug zum 20. April 1988. Bouvier, Bonn 1988, S. 263–281, ISBN 3-416-02150-9.
- Jacob Grimm als Wegbereiter der Namenforschung. In: Brüder-Grimm-Gedenken, Bd. 9 (1990), S. 28–50.
- Chronik der Bibliothek der Rheinisch-Westfälischen Technischen Hochschule Aachen 1869–1979. Aachen 1992, OCLC 75328276.
- Die Bibliothek der Rheinisch-Westfälischen Technischen Hochschule Aachen in der Zeit des Nationalsozialismus und in den ersten Jahren des Wiederaufbaus (1933–1950). Aachen 1993, OCLC 1067761131.
- Die Beteiligung von Bibliothekaren an der Institutionalisierung des Universitätsfachs Germanistik in Deutschland. In: Mitteilungen / Verband der Bibliotheken des Landes Nordrhein-Westfalen, N.F., Bd. 45 (1995), S. 24–34.
- Geschichte der Ortsnamen im östlichen Friesland zwischen Weser und Ems. Ein Beitrag zur historischen Landeskunde der deutschen Nordseeküste. Wilhelmshaven. 2. Aufl. 1996, ISBN 3-930510-64-2 (Dissertation Universität Bonn 1939).
- Aachen und das Narrenschiff des Sebastian Brant. In: Analecta Coloniensia, Bd. 1 (2001), S. 89–96.